# گبری (بازیکن فوتبال، زاده ۱۹۸۵)
گبری (انگلیسی: Gabri؛ زادهٔ ۳ سپتامبر ۱۹۸۵) بازیکن فوتبال اهل اسپانیا است.
از باشگاه‌هایی که در آن بازی کرده‌است می‌توان به باشگاه فوتبال ژیرونا، باشگاه فوتبال ایبار، باشگاه فوتبال دپورتیوو آلاوس، و باشگاه فوتبال اسپانیول اشاره کرد.